# Nino Cristiani
Nino Cristiani, né à Rome en 1926 et mort dans la même ville le 2 août 2018, est un cadreur et directeur de la photographie italien.

## Biographie
Nino Cristiani est né à Rome en 1926 dans une famille provenant de Trani qui s'est installée dans la capitale au début du XXe siècle. Il s'approche du cinéma quand il est très jeune ; à Cinecittà, il est choisi comme assistant par le directeur de la photographie Aldò. À partir de là, il collabore avec de nombreux directeurs de la photographie, dont Giuseppe Rotunno, Pasqualino De Santis, Armando Nannuzzi et Tonino Delli Colli.
Il commence à travailler pendant la période du néoréalisme italien pour des réalisateurs comme Luchino Visconti, Vittorio De Sica, Franco Zeffirelli, Federico Fellini, Antonio Pietrangeli, John Huston et Orson Welles. Son travail est particulièrement lié à Luchino Visconti, avec lequel il a collaboré pour onze films dont Senso, Le Guépard et Rocco et ses frères.
Nino Cristiani a transmis le métier à son fils Marco, entre autres.

## Filmographie
- 1964 : Les Conséquences (Le conseguenze) de Sergio Capogna